# Église Saint-Apollinaire de Saint-Apollinaire
Pour les articles homonymes, voir Église Saint-Apollinaire.
L’église Saint Apollinaire est située dans l'agglomération de la ville de Dijon dans la ville de Saint-Apollinaire.

## Histoire
Elle a été partiellement inscrite monument historique pour son abside par arrêté du 27 février 1946.